# Sandra Elkasević
Sandra Elkasević, född Perković, den 21 juni 1990 i Zagreb i Kroatien i SFR Jugoslavien, är en kroatisk friidrottare som tävlar i diskuskastning och kulstötning.
Elkasević främsta meriter har kommit i diskuskastning. Som kulstötare har hon aldrig tagit sig vidare till finalen i ett internationellt mästerskap. 

## Karriär
Som diskuskastare blev Elkasević silvermedaljör vid VM för ungdomar 2007 och även silvermedaljör vid EM för juniorer samma år. 2008 blev hon bronsmedaljör vid VM för juniorer och vid hennes första mästerskap som senior, VM 2009 i Berlin, tog hon sig vidare till final. Väl i finalen kastade Elkasević 60,77 meter vilket räckte för en nionde plats. Hennes resultat under 2009 gjorde att hon fick delta vid IAAF World Athletics Final där hon slutade på åttonde plats. 
Vid EM 2010 i Barcelona vann Sandra Elkasević guld i diskuskastning. 
Vid olympiska sommarspelen 2016 i Rio de Janeiro tog Elkasević guld genom att kasta 69,2 meter.
I juli 2022 vid VM i Eugene tog Elkasević silver i diskustävlingen efter ett kast på 68,45 meter. Följande månad vid EM i München tog hon sitt sjätte raka EM-guld i diskus.
I juni 2024 vid EM i Rom vann Elkasević sitt sjunde raka EM-guld i diskus, vilket innebär att hon utökade det rekord av EM-guld i rad hon satte två år tidigare i München. I augusti tog hon brons på OS efter att ha kastat årsbästa med 67,51, samma resultat som tvåan Feng Bin som dock hade ett bättre näst bästa kast. 

## Personliga rekord
| Utomhus - Diskus – 71,41 m (Bellinzona, 18 juli 2017) 0NR0 - Kulstötning – 16,40 m (Split, 26 februari 2011) | Inomhus - Kulstötning – 16,99 m (Rijeka, 19 februari 2011) |

## Privatliv
Sedan 2013 har Elkasević tränats av Edis Elkasević. Den 31 december 2023 gifte de sig.